# Erioderma mollissimum
Erioderma mollissimum är en lavart som först beskrevs av Gonçalo Antonio da Silva Ferreira Sampaio, och fick sitt nu gällande namn av Du Rietz. Erioderma mollissimum ingår i släktet Erioderma och familjen Pannariaceae.   Inga underarter finns listade i Catalogue of Life.